# Mîhailevîci, Drohobîci
Mîhailevîci (în ucraineană Михайлевичі) este o comună în raionul Drohobîci, regiunea Liov, Ucraina, formată numai din satul de reședință.

## Demografie
Componența lingvistică a comunei Mîhailevîci
     Ucraineană (99,79%)
     Alte limbi (0,21%)
Conform recensământului din 2001, majoritatea populației comunei Mîhailevîci era vorbitoare de ucraineană (99,79%), existând în minoritate și vorbitori de alte limbi.